# Омбјерл
Омбјерл (фр. Ambierle) насеље је и општина у источној Француској у региону Рона-Алпи, у департману Лоара која припада префектури Роан.
По подацима из 2011. године у општини је живело 1.808 становника, а густина насељености је износила 58,78 становника/km². Општина се простире на површини од 30,76 km². Налази се на средњој надморској висини од 460 метара (максималној 843 m, а минималној 297 m).

## Демографија
| 1962. | 1968. | 1975. | 1982. | 1990. | 1999. | 2011. |
| ----- | ----- | ----- | ----- | ----- | ----- | ----- |
| 1.424 | 1.455 | 1.422 | 1.592 | 1.763 | 1.728 | 1.808 |

График промене броја становника у току последњих година